# Rothschild d'Austria

Stemma della famiglia Rothschild

La famiglia di banchieri Rothschild d'Austria fu fondata dal banchiere Salomon Mayer von Rothschild nel 1820 a Vienna in quello che allora era l'impero d'Austria.

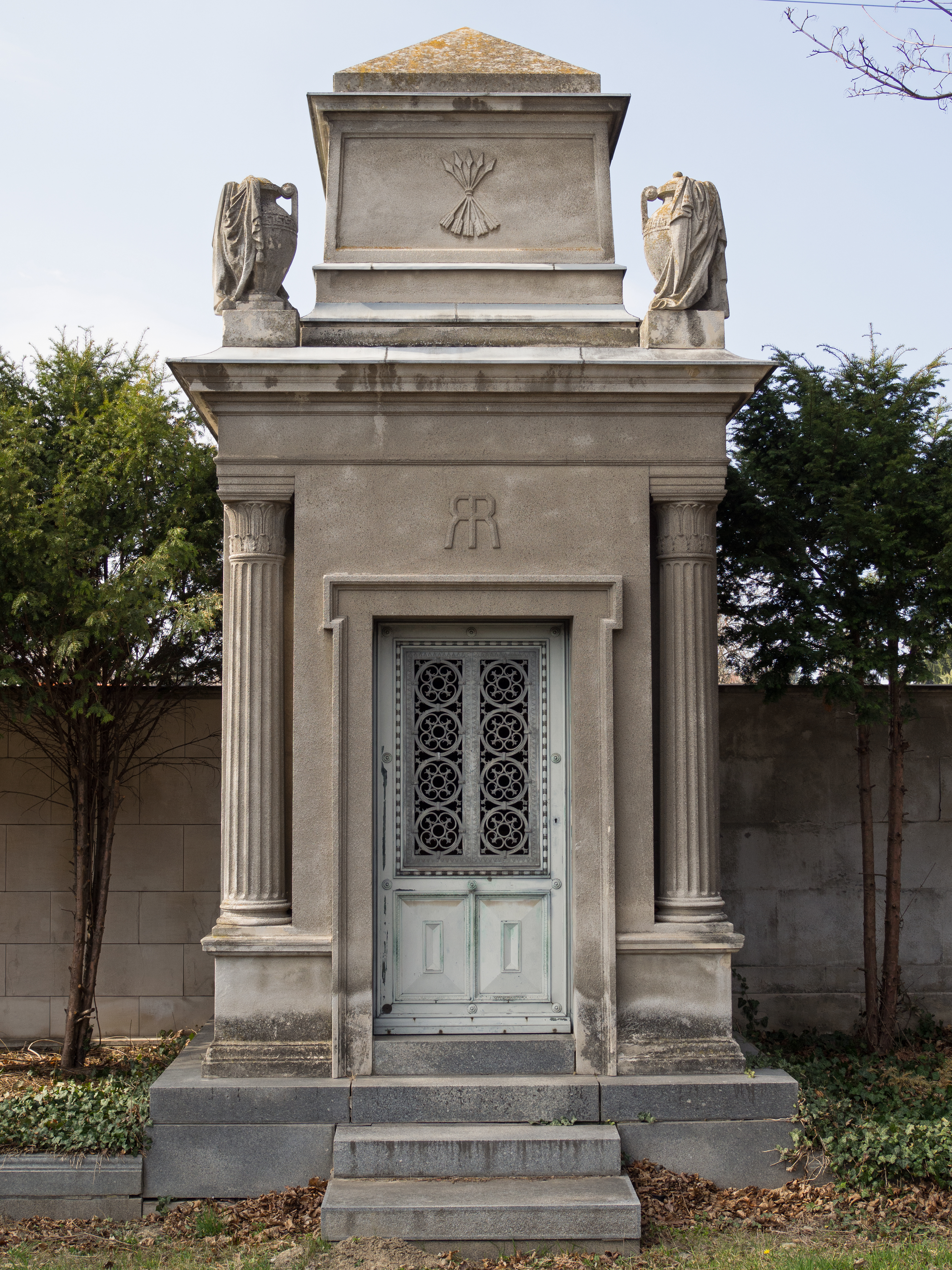
Mausoleo della famiglia Rothschild nel Cimitero centrale di Vienna.

## Storia
Salomon Mayer era stato inviato in Austria da suo padre, Mayer Amschel Rothschild. Volendo che i suoi figli avessero successo da soli ed espandessero l'azienda di famiglia in tutta Europa, Mayer Amschel Rothschild fece rimanere il suo figlio maggiore a Francoforte, mentre gli altri suoi quattro figli furono mandati in diverse città europee con la missione di creare un istituto finanziario in cui investire affari e fornire servizi bancari. L'endogamia all'interno della famiglia era una parte essenziale della strategia dei Rothschild al fine di garantire che il controllo della loro ricchezza rimanesse nelle mani della famiglia. Grazie ai loro sforzi di collaborazione, i Rothschild salirono alla ribalta in una varietà di attività bancarie tra cui prestiti, titoli di stato e commercio di lingotti. Il loro finanziamento offriva opportunità di investimento e durante il XIX secolo divennero i principali attori in iniziative minerarie e di trasporto ferroviario su larga scala che erano fondamentali per le economie industriali in rapida espansione dell'Europa.
Salomon von Rothschild fondò S.M. von Rothschild un'entità bancaria e di investimento che avrebbe avuto un grande successo, svolgendo un ruolo fondamentale nello sviluppo dell'economia austriaca. Nel 1836 la banca investì e finanziò la costruzione della rete ferroviaria Nordbahn, la prima ferrovia a vapore dell'Austria. Inoltre, ha finanziato varie imprese governative in cui è stato necessario raccogliere grandi quantità di capitale.
Nel 1822 Salomon von Rothschild entrò a far parte della nobiltà austriaca quando gli fu conferito il titolo ereditario di " Freiherr " (Barone) dall'imperatore Francesco II.
Nel 1929 la Creditanstalt fu colpita dal crollo bancario che portò alla Grande depressione.
L'impero commerciale dei Rothschild in Austria fu tramandato di generazione in generazione fino all'Anschluss dell'Austria del 13 marzo 1938 da parte della Germania nazista, quando la famiglia subì pressioni per vendere le sue operazioni bancarie a una frazione del suo valore reale. Mentre altri Rothschild erano fuggiti dai nazisti, il barone Louis fu imprigionato per un anno e rilasciato solo dopo che la sua famiglia aveva pagato un sostanzioso riscatto. Questo riscatto fu in seguito utilizzato per finanziare l'ulteriore omicidio di ebrei considerati "minori" dei Rothschild. Dopo che Louis fu autorizzato a lasciare il paese, nel marzo 1939, i nazisti collocarono la ditta S.M. von Rothschildin regime di amministrazione obbligatoria. Anche gli ufficiali nazisti e il personale di alto livello dei musei austriaci svuotarono le proprietà della famiglia Rothschild di tutti i loro oggetti di valore. Dopo la guerra, alcuni dei beni della famiglia furono restituiti ai sopravvissuti, ma altri no. Nel 1999, a seguito di gruppi di pressione ebraici internazionali insieme a un determinato sforzo personale di Bettina von Rothschild, il governo austriaco ha restituito circa 250 opere d'arte dei Rothschild per un valore di oltre 100 milioni di dollari. Le opere d'arte, che erano state saccheggiate dai nazisti e collocate nel Kunsthistorisches, nel Leopold Museum e in altri musei statali dopo la seconda guerra mondiale, furono restituiti alla famiglia Rothschild.
Inoltre, nel 2001, i file riguardanti più di 40.000 carte sottratte alla famiglia Rothschild a Vienna dai nazisti, furono volontariamente restituite dal governo russo dall'Archivio militare di Stato a Mosca. Il governo russo ereditò i documenti dall'Unione Sovietica che li ottenne durante la caduta di Berlino durante la seconda guerra mondiale. I documenti fanno ora parte del Rothschild Archive di Londra.
Con la morte nel 2012 di Bettina Jemima Looram de Rothschild (1924-2012), secondogenita di Alphonse Mayer de Rothschild, il ramo austriaco si è estinto in linea maschile, sebbene vi siano numerosi discendenti in linea femminile.
Lo storico Roman Sandgruber ha valutato nel 2018: "La linea austriaca della famiglia occupa una posizione speciale. È la storia di un'ascesa da favola... alla più grande banca della monarchia asburgica e di un tragico declino delle turbolenze economiche del periodo tra le due guerre e nella rapina dei nazionalsocialisti".

## Filantropia
I Rothschild furono tutti i principali contributori alle cause in aiuto del popolo ebraico. Tuttavia, molti dei loro sforzi filantropici si estendevano ben oltre le comunità etniche o religiose ebraiche. Costruirono ospedali e ricoveri per i bisognosi, sostennero istituzioni culturali e furono mecenati di singoli artisti. La loro donazione di opere d'arte a varie gallerie è stata la più grande di qualsiasi famiglia nella storia. Attualmente è in corso un progetto di ricerca, da parte del The Rothschild Archive di Londra, per documentare il coinvolgimento filantropico della famiglia.
Il successo commerciale dei Rothschild austriaci permise loro di diventare grandi mecenati delle arti e contribuenti sostanziali a cause filantropiche che includono un'importante donazione nel 1844 per aiutare a costruire un istituto politecnico a Brno, il Rothschild Hospital costruito nel 1869 da Anselm von Rothschild, la costruzione di un istituto femminile a Vienna nel 1892 e la fondazione di istituzioni psichiatriche nel 1898 da parte di Nathaniel Anselm von Rothschild.

## Membri della famiglia
Membri della famiglia Rothschild d'Austria includono:
- Salomon Mayer von Rothschild (1774-1855) (fondatore del ramo austriaco)
  - Anselm Salomon von Rothschild (1803-1874)
    - Mathilde von Rothschild (1832-1924)
    - Nathaniel Mayer von Rothschild (1836-1905)
    - Ferdinand James von Rothschild (1839-1898)
    - Albert Salomon von Rothschild (1844-1911)
      - Ludwig (Louis) von Rothschild (1882-1955)
        - Eugène Daniel von Rothschild (1884-1976)
          - Jeanne Stuart von Rothschild (1908-2003) (sposata con Eugéne)

    - Alice von Rothschild (1847-1922)

## Proprietà
Tutti i rami della famiglia Rothschild sono noti per le loro collezioni d'arte e molte delle loro sontuose proprietà.
Ferdinand von Rothschild si trasferì permanentemente in Inghilterra per costruire Waddesdon Manor. Nell'Austria-Ungheria, l'acquisto della proprietà da parte del fondatore del ramo Salomon Mayer Rothschild fu particolarmente significativa poiché all'epoca agli ebrei era impedito acquistare dei beni immobili, tranne in aree designate. Tra le proprietà dei Rothschild in Austria c'erano:
- Villa Victoria - Grasse, Alpi Marittime, Francia
- Castello di Enzesfeld - Enzesfeld-Lindabrunn, Bassa Austria
- Palais Rothschild - il nome di diverse proprietà a Vienna, tutte confiscate a seguito dell'Anschluss
- Schloss Rothschild - Reichenau an der Rax, Bassa Austria
- Rothschildschloss - Waidhofen an der Ybbs, Bassa Austria
- Castello di Schillersdorf - Šilheřovice, Slesia ceca